# Deinarchia apateloides
Deinarchia apateloides är en fjärilsart som beskrevs av Holland 1893. Deinarchia apateloides ingår i släktet Deinarchia och familjen tandspinnare. Inga underarter finns listade i Catalogue of Life.